# POST-
| Críticas profissionais | Críticas profissionais |
| Pontuações agregadas   | Pontuações agregadas   |
| Fonte                  | Avaliação              |
| ---------------------- | ---------------------- |
| Metacritic             | 90/100                 |
| Avaliações da crítica  |                        |
| Fonte                  | Avaliação              |
| The A.V. Club          | A-                     |
| Chicago Tribune        | [ 3 ]                  |
| Exclaim!               | 8/10                   |
| Paste Magazine         | 8.2/10                 |
| Pitchfork              | 8.2/10                 |

POST- é o terceiro álbum solo do cantor e compositor norte-americano Jeff Rosenstock. Foi lançado no Ano Novo de 2018, sem nenhum aviso prévio.
A maior parte do álbum foi escrito nas Montanhas Catskill pouco após as eleições presidenciais de 2016. As canções são "primariamente ligadas à ideia de perder esperança em seu país, em si mesmo e em todos ao seu redor."
O álbum foi lançado pela Polyvinyl. Boa parte do álbum foi gravado na Atomic Garden Studios em Palo Alto, Califórnia entre novembro e o começo de dezembro de 2017. Gravações adicionais foram feitas dentro dos escritórios da Quote Unquote Records em Brooklyn, Nova Iorque e em East Durham. Convidados no álbum incluem seu colega da banda Antarctigo Vespucci, Chris Farren; além do frequente colaborador Dan Potthast, cantora e compositora norte-americana Laura Stevenson e a banda Canadense de punk rock PUP. Farren, Stevenson e PUP gravaram suas partes para o álbum de suas respectivas casas.
Dez porcento do arrecadado com a vendas dos álbuns no formato digital serão doados para a ONG Defend Puerto Rico, uma caridade com o objetivo de aliviar os desastres causados em Puerto Rico.
O álbum foi lançado como No.1 na chart Top Heatseekers da Billboard.

## Lista de faixas
| N.º            | Título                           | Duração |  |
| 1.             | "Mornin'!"                       | 0:05    |  |
| 2.             | "USA"                            | 7:32    |  |
| 3.             | "Yr Throat"                      | 2:43    |  |
| 4.             | "All This Useless Energy"        | 3:20    |  |
| 5.             | "Powerlessness"                  | 2:43    |  |
| 6.             | "TV Stars"                       | 4:20    |  |
| 7.             | "Melba"                          | 3:04    |  |
| 8.             | "Beating My Head Against a Wall" | 1:40    |  |
| 9.             | "9/10"                           | 3:29    |  |
| 10.            | "Let Them Win"                   | 11:10   |  |
| Duração total: | Duração total:                   | 40:06   |  |

## Integrantes
Death Rosenstock
- Jeff Rosenstock - vocais, guitarra, teclado, piano, percussão, layout, design, gravações adicionais
- John DeDomenici - baixo, backing vocals
- Mike Huguenor - guitarra, backing vocals
- Kevin Higuchi - bateria, percussion

Integrantes adicionais
- Chris Farren - backing vocals, gravações adicionais
- Laura Stevenson - backing vocals, gravações adicionais
- Dan Potthast - guitarra havaiana
- Nestor Chumak - gravações adicionais
- PUP - backing vocals, palmas, gravações adicionais
- Gilbert Armendariz - backing vocals, palmas
- Angelina Banda - backing vocals, palmas
- Sim Castro - backing vocals, palmas
- Laura Hammond - backing vocals, palmas
- Julia Loan - backing vocals, palmas
- Neal Sharma - backing vocals, palmas
- Shannon Toombs - backing vocals, palmas
- Jack Shirley - gravação, engenharia, produção, mixagem, masterização
- Hiro Tanaka - fotografia